# キバナノアツモリソウ
キバナノアツモリソウ（黄花の敦盛草、学名：Cypripedium yatabeanum）は、ラン科アツモリソウ属の地生の多年草。別名、コクマガイソウ。

## 特徴
根茎は硬く、径1.5-2mmになり、細長く横に這い、栄養繁殖を行う。節間は長さ4-5cmになり、節からひげ根を出す。茎は緑色で直立し、高さ20-40cmになり、円柱形で粗い毛が生える。茎の基部に1-2個の鞘状葉がつき、長さ2-6cmになる。茎中部に2個の葉がやや対生状に接近して互生し、葉身は広楕円形で、長さ10-15cm、幅4-10cmになり、先は鋭頭、基部は無柄で互いに茎を抱く。葉に9個の葉脈があり、縁と葉脈に短毛が密生する。
花期は6-7月。花は径3cmほどで、淡黄緑色に紫褐色の斑点があり、茎先に1個が横向きにぶら下がってつく。花の下方には狭卵形の苞葉が直立してつき、長さ2-3cm、縁と脈上に短い軟毛が生える。背萼片は広卵形で、長さ2-2.5cm、内面は黄緑色、外面は白色になり目立つ。側萼片は2個が合着して楕円形になり、唇弁の後方に垂れ下がり、長さ1.5-1.8cm、先端が浅く2裂する。背萼片、側萼片ともに縁と外面脈上に短毛が生える。側花弁は2個あり、斜卵形-楕円形で先端はさじ形にくびれて伸び、長さ1.7cm、幅4mmになり、質が厚く、先端は円頭になり、基部内面に密毛が生える。唇弁は円筒状の袋形になって広く開口し、口部の一部は内曲し、内面には軟毛が密生する。唇弁は黄緑色で紫褐色のしみ状の斑紋があるが、その模様は個体ごとに異なる。開口部の上部にある蕊柱は大きく、黄白色になる。仮雄蕊は半月形で肉質、2片が並んだ形状になり、白色で黄緑色の斑点があり、基部が黄色になる。染色体数は2n=20。

## 分布と生育環境
日本では、北海道、本州の東北地方南部から中部地方に分布し、亜高山の落葉広葉樹林下や草原に生育する。世界では、千島列島、サハリン、カムチャツカ半島、アリューシャン列島からアラスカに分布する。

## 名前の由来
和名のキバナノアツモリソウは、「黄花の敦盛草」の意。別名のコクマガイソウは、「小熊谷草」の意である。
種小名（種形容語）yatabeanum は、植物学者の矢田部良吉への献名 。基準標本の採集地は長野県戸隠山。矢田部良吉が1884年に採集した。

## 種の保全状況評価
絶滅危惧II類 (VU)（環境省レッドリスト）
都道府県のレッドデータ、レッドリストの選定状況は次の通りとなっている。
北海道-絶滅危惧IA類(Cr)、福島県-情報不足(DD)、群馬県-絶滅(EX)、新潟県-絶滅危惧I類(EN)、石川県-絶滅危惧I類(CR+EN)、福井県-県域絶滅危惧I類、山梨県-絶滅危惧IA類(CR)、長野県-絶滅危惧IB類(EN)、静岡県-絶滅危惧IA類(CR)。

## ギャラリー

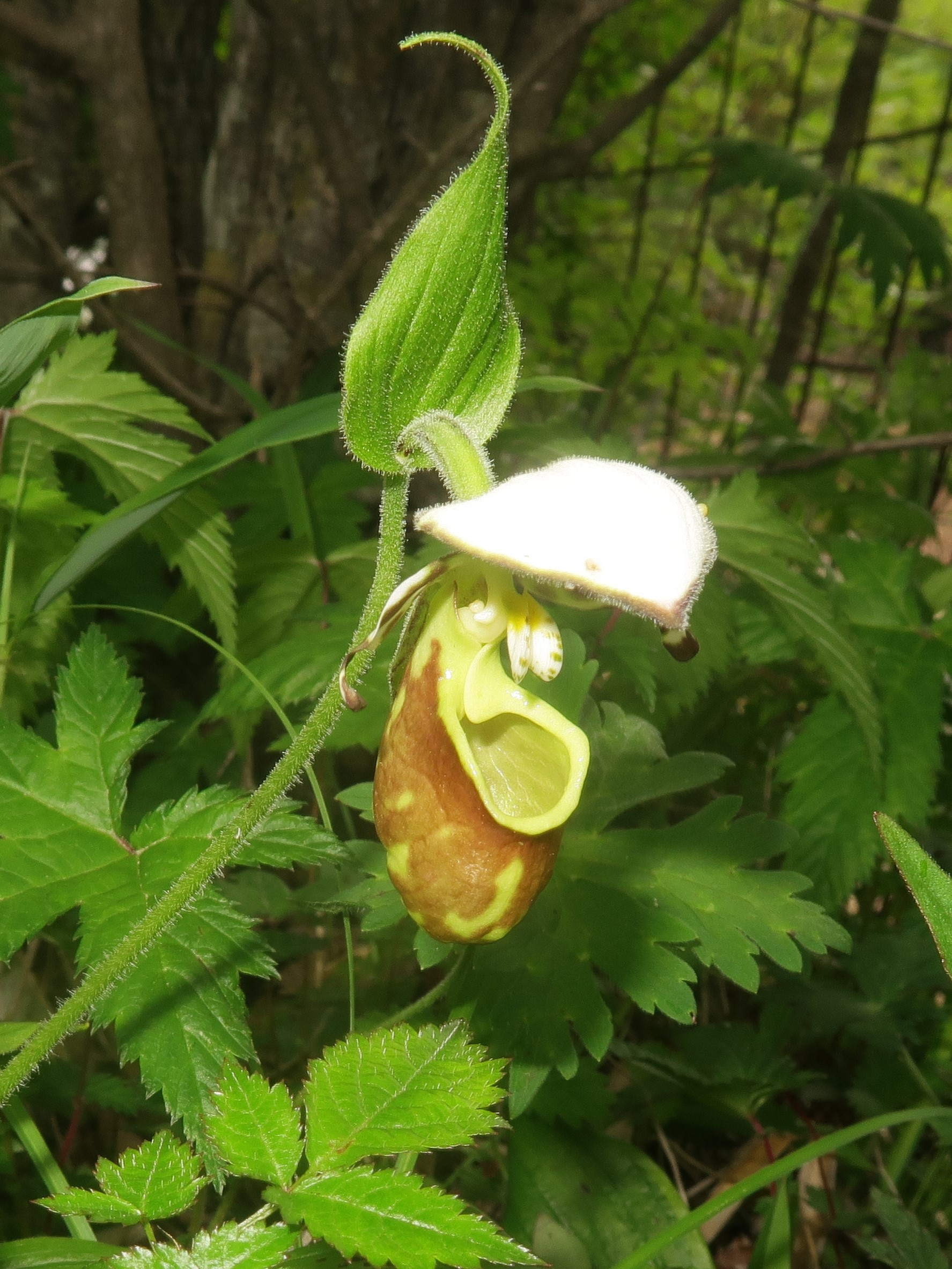
花の下方に苞葉が直立してつく。背萼片は広卵形で、外面は白色になり目立つ。唇弁は円筒状の袋形になって広く開口し、黄緑色で紫褐色のしみ状の斑紋があるが、その模様は個体ごとに異なる。
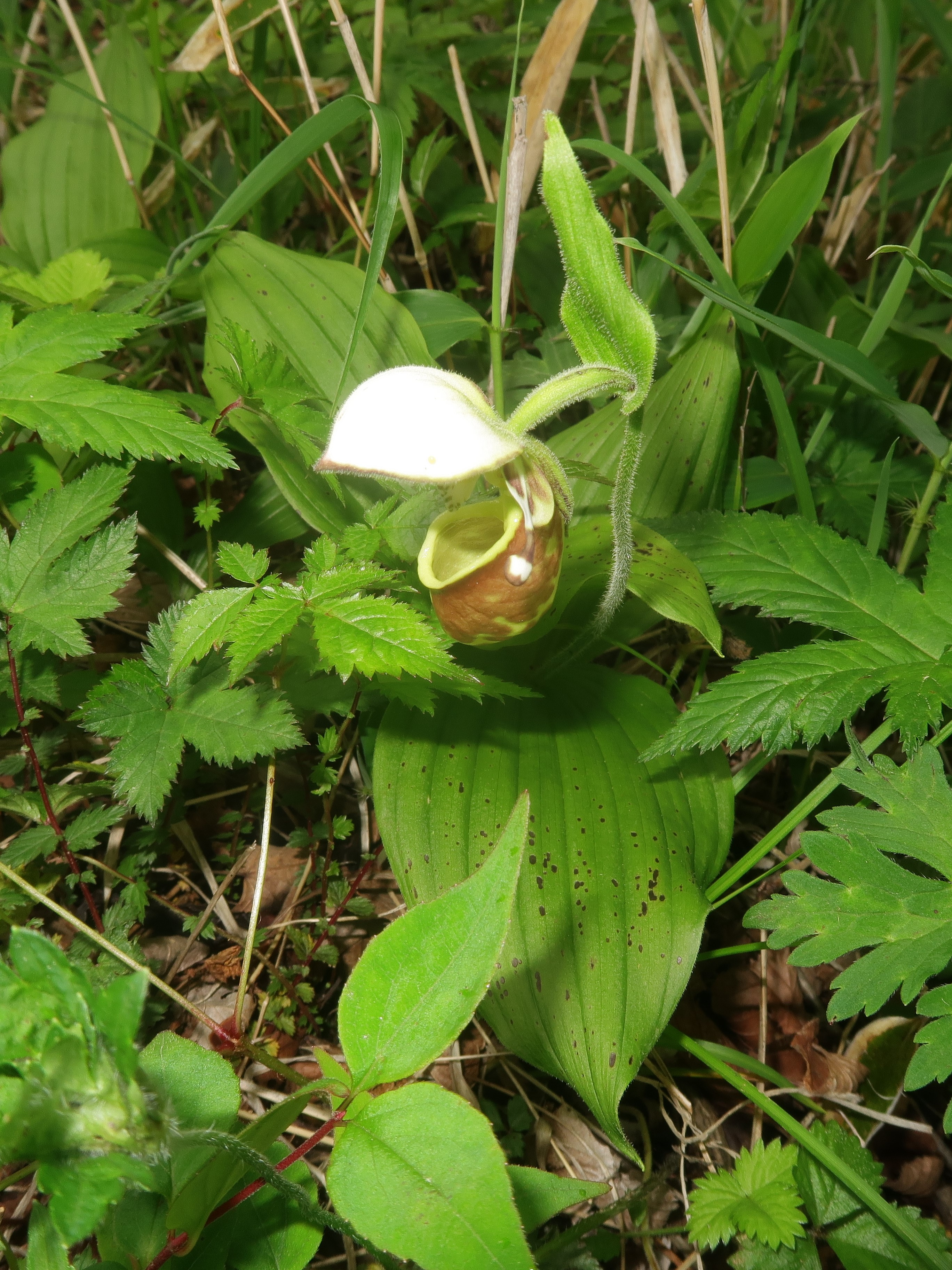
側萼片は2個が合着して楕円形になり、唇弁の後方に垂れ下がる。側花弁は2個あり、先端はさじ形にくびれて伸びる。広楕円形の葉がやや対生状に接近して互生する。

## 近縁種
本種と近縁の種に、チョウセンキバナアツモリソウ Cypripedium guttatum Sw. (1800)がある。本種は分類表内のシノニムにあるとおり、同種を基本種とする変種または亜種とされたこともあった。花色が白地に紅紫色の斑紋があり、側花弁が本種より短く、先端部が本種のようにくびれない点で区別できる。植物学者の井上健 (1997) が、秋田県男鹿半島で見いだされたアツモリソウ属植物が同種であることを明らかにし、あわせて同種の変種等とされてきた本種を独立種とした。同種は日本においては秋田県男鹿半島にのみ分布し、環境省の絶滅危惧IA類(CR)に評価され、2002年には、絶滅のおそれのある野生動植物の種の保存に関する法律（平成4年法律第75号）による国内希少野生動植物種に指定された。世界では、ヨーロッパから東シベリア、中国大陸東北部、朝鮮半島、樺太、アラスカに広く分布する。